# Salticus unciger
Salticus unciger är en spindelart som först beskrevs av Simon 1868.  Salticus unciger ingår i släktet Salticus och familjen hoppspindlar. Inga underarter finns listade i Catalogue of Life.